# تيم مولر
تيم مولر (بالألمانية: Tim Müller)‏ (4 أغسطس 1996 بماينتس في ألمانيا - ) هو لاعب كرة قدم نمساوي في مركز الوسط.

## وصلات خارجية
- تيم مولر على موقع قاعدة بيانات كرة القدم.إي يو (الإنجليزية)
- تيم مولر على موقع Soccerway.com (الإنجليزية)
- تيم مولر على موقع عالم كرة القدم.نت (الإنجليزية)